# IC 2095
IC 2095 ist eine Spiralgalaxie vom Hubble-Typ Sc im Sternbild Eridanus südlich des Himmelsäquators. Sie ist schätzungsweise 123 Millionen Lichtjahre von der Milchstraße entfernt und hat einen Durchmesser von etwa 55.000 Lichtjahren.
Im selben Himmelsareal befinden sich u. a. die Galaxien NGC 1665, IC 2094, IC 2097, IC 2098.
Das Objekt wurde am 17. Februar 1903 von Isaac Roberts entdeckt.